# Torø Huse
Torø Huse (også Thorøhuse) er et lille fiskerleje på det vestlige Fyn, omkring 5 km syd for Assens beliggende ved en lille vig som indkapsles af det fynske fastland og den lille ø Torø. Bebyggelsen havde i 2010 ca. 200 indbyggere  og et forsamlingshus. Den ligger i Assens Kommune og hører til Region Syddanmark.
Hovedgaden i Torø Huse er opkaldt efter den verdensberømte komponist Jacob Gade, der boede her permanent i henved 20 år indtil sin død i 1963. Hans kone Mimi var født i Barløse nordøst for Assens, og hun havde derfor familie- og vennemæssige relationer i det vestfynske område, bl.a. var hun kusine til kunstmaleren Lauritz Mikkelsen.
Torøhuse opstod i 1700-tallet som fiskerleje. I 1777 havde byen 7 fiskerhuse. Fisken blev solgt i Assens. I 1806 talte bebyggelsen 18 fiskerhuse.